# 샤를 페기
샤를 페기(Charles Péguy, 1875년 1월 31일 ~ 1914년 9월 30일)는 프랑스의 작가, 시인, 수필가이자 예비역 장교이다. 그는 피에르 드루아와 피에르 보두앵이라는 필명으로도 알려져있다..
페기의 작품에는 <Le Porche du Mystère de la deuxième vertu>(1912)처럼 중세에서 영감을 따온 신비로운 자유시와, <La Tapisserie de Notre-Dame> (1913)처럼 신비주의에 영감을 받은, 특히 암흑기 여주인공의 상징으로 페기가 자신의 삶 전반에 걸쳐 깊게 빠졌던 잔 다르크를 표현한 정형시 시집들이 있다.
페기는 사회 참여적인 지식인이기도 했다. 학업 시기에는 무정부주의적 사회주의자로, 반교권주의자로, 드레퓌스 지지자로 활동하던 페기는 1908년부터 가톨릭과 민족주의로 방향을 틀었다. 페기는 사회에 관한 자신의 의견을 들어내며, 과거 미덕들이 전부 바뀌어버린 근대를 거부하자고 주창한 수필, <돈>L'Argent (1913)을 쓴 것으로 유명하다. 그의 모든 작품들에서 보여지는 중요하고 열렬한 핵심은 당대 사회적 관습들에 안주하지 않은, 깊은 기독교적 믿음에 바탕을 두고 있다.

### 내용주
1. ↑  이 자유시는 상징주의 시인들과는 관련 없다. 오히려 페기는 음악 산문prose musicale을 주창했다.
2. ↑  그는 근대를 1880년 무렵으로 설정했다.

### 참조주
1. ↑  1920년 4월 27일 레지옹 도뇌르 슈발리에 사후 추서
2. ↑  BnF 출처
3. ↑  샤를 페기, Encyclopædia Universalis, 온라인.
4. ↑  제롬 그롱되, "페기는 보수주의자인가 ?", Mil neuf cent. Revue d'histoire intellectuelle 1/2002 20호, p.35-53.